# Fiat X1/23

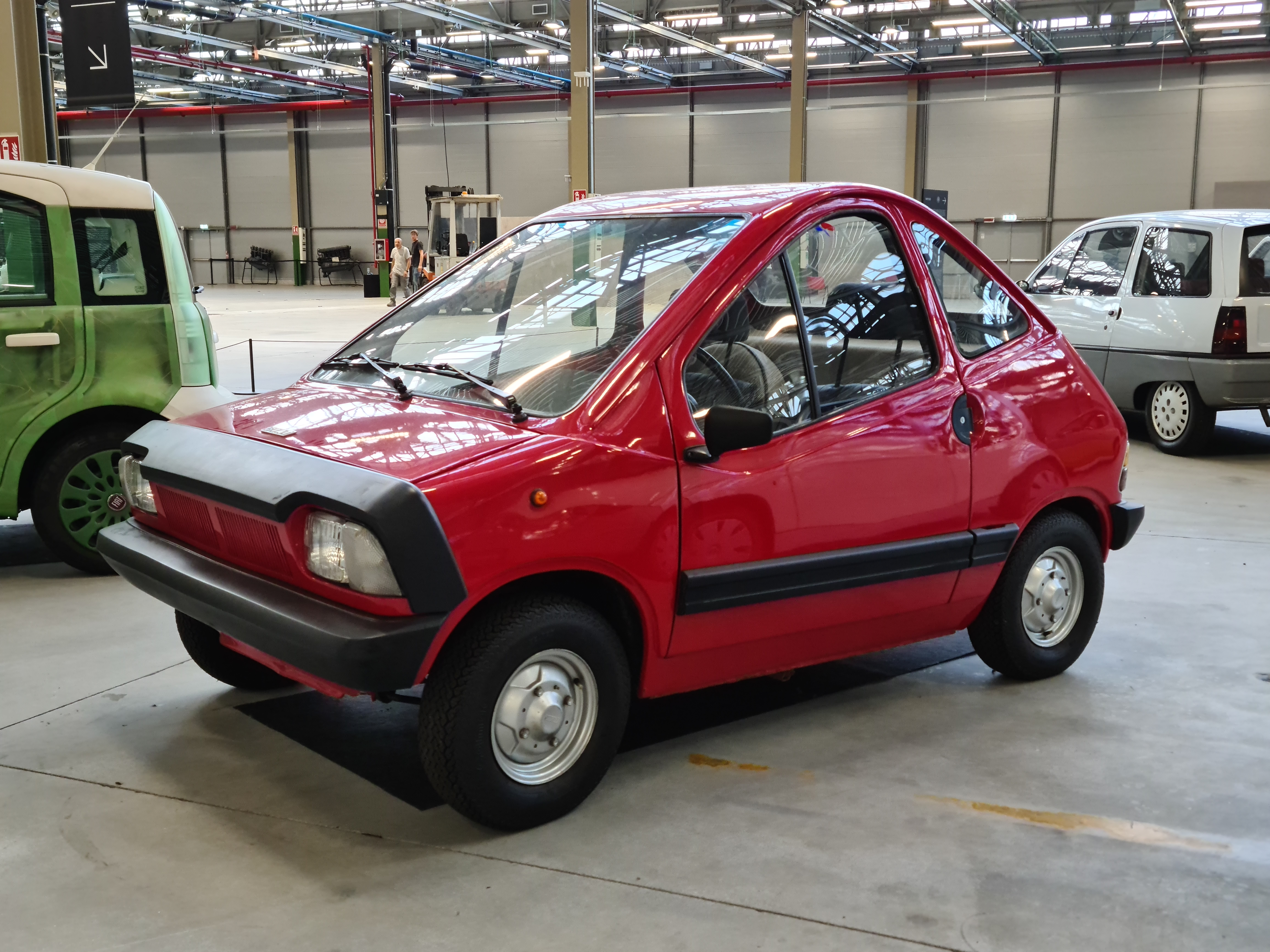
Fiat X 1/23 city prototipo.

El Fiat X 1/23 es un prototipo de coche de Fiat presentado originalmente en 1972 en el Salón del Automóvil de Turín y en 1976 como un automóvil eléctrico del fabricante italiano Fiat. [1] Diseñado por el Centro Stile Fiat, es un pequeño coche urbano de dos plazas, [2] a diferencia de cualquier Fiat producido en ese momento.
El 1976 X 1/23 está equipado con un motor eléctrico de 14 kW que impulsa las ruedas delanteras y está equipado con frenado regenerativo. Las baterías se encuentran en la parte trasera. El X 1/23 tiene una velocidad máxima de 45 mph (72,4 km / h) y un alcance declarado de aproximadamente 50 millas (80,5 km). A pesar de su tamaño diminuto, el automóvil pesa 820 kg (1,810 lb), 166 kg (366 lb) de los cuales se debieron a la batería.